# The Prophet’s Song
A The Prophet’s Song a nyolcadik dal a brit Queen rockegyüttes 1975-ös A Night at the Opera albumán. A szerzője Brian May gitáros volt. Több mint nyolc percre nyúló játékidejével az album leghosszabb dala. Zeneileg három külön szakaszra osztható fel, akár az ugyanezen albumon található „Bohemian Rhapsody”, ezért a kritikusok sokszor hasonlítják össze a két dalt. Az album megjelenése után felmerült az együttes között, hogy a „The Prophet’s Song” jelenjen meg legelőször kislemezként róla, végül mégis a „Bohemian Rhapsody”-t választották. Népszerű a rajongók körében, és általában a kritikusok is az album egyik legjobb dalának tartják. A bonyolultsága ellenére az 1970-es években játszották az együttes koncertjen.

## Áttekintés
May a Sheer Heart Attack album felvételei alatt egy időre kórházba került, mert az együttes 1974-es amerikai turnéja alatt fertőző májgyulladást kapott. Lábadozása alatt, állítása szerint egyik álma ihlette a dalt. May már a stúdiómunkák kezdete előtt sokat fáradozott a harmóniák megtervezésében, és Roger Taylor is az egyik legmegerőltetőbb zenei munkájukként emlékezett a felvételére.
Zeneileg nagyon bonyolult mű, bár bő három percig egy hagyományos rockdalhoz hasonlóan alakul a dalmenete, sőt, még ismétlődő refrén is fellelhető benne. Ezután a kezdeti rész után azonban egy bonyolult vokális kánon következik, ahol Mercury, May és Taylor kórusát négyszeresen visszhangoztatták, kihasználva a sztereó hangzást: hol a bal, hol a jobb csatornában erősödik fel a hang. A visszhangot az Echoplex elnevezésű visszhangosító berendezéssel hozták létre. Ez a kánon mintegy két és fél percig uralja a dalt, majd egy egyperces gitárszóló következik, és egy, a kezdéshez hasonló befejezés. A felvételeken May egy koto nevű hangszer játék változatán játszott, ezt az egyik japán rajongójától kapta ajándékba. Az összetett, több karakteres részre osztható dalszerkezet nagyban emlékeztet az ugyanezen az albumon megjelenő Bohemian Rhapsodyra. May elmondása szerint az album megjelenése előtt komolyan fontolgatták, hogy a The Prophet’s Song jelenjen meg vezető kislemezként az albumról, a kérdést végül is Kenny Everett, Freddie Mercury barátja „döntötte el” azzal, hogy kísérletképpen lejátszotta a rádióban a Bohemian Rhapsodyt.
Az album 2002-es DTS újrakeverésének készítése során kiderült, hogy a dal eredeti szalagjaiból hiányzik néhány, emiatt a keverés során a dal egy részét a sztereó lemezfelvételből alkották meg a hangmérnökök. A végeredmény mintegy tíz másodperccel lett hosszabb, mint az eredeti, mert kibővítették a bevezetőjét.
A dalszöveg a legelterjedtebb feltételezések szerint a Bibliai özönvízre utal, a dal első része tulajdonképpen az Isteni kinyilatkoztatás, amelyet a próféta hall, a kánon pedig a pusztítás látomását jelképezi, nem a megtörtént tragédiát, mert az utolsó sorok még figyelmeztetnek: „Listen to the madman! – Figyelj az őrültre!”. May egy interjúban azt mondta, hogy nem pontosan a bibliai özönvízre akart utalni, hanem egyszerűen csak leírta azt, amit az álmaiban látott: „Nem akartam prédikálni a dalban. Van a dalban egy felvigyázó, aki azt üvölti, hogy »figyeljetek a látnok figyelmeztetésére«. Ez a fickó a dalból szerepelt az álmomban is. Igazán nem tudom, hogy tényleg próféta-e, vagy egy csaló, de ő az, aki azt mondja: »meg kell javítanod az útjaidat«. A dal inkább kérdéseket tesz fel, mint válaszokat ad”.

## Fogadtatás
A kritikusok, még azok is, akik az albumot nagyrészt elmarasztalták, a The Prophet’s Songot pozitívan értékelték. A Rolling Stone kritikusa egyenesen az album legjobb dalának nevezte: „a The Prophet’s Songon […] May erőteljes gitárjátéka tökéletesen kiegészíti Freddie Mercury énekes gazdag, többszólamú harmóniáit. A csapat ezen a felvételen a hatásosan használja az énekmeneteket, kórusokat és harmóniákat, a heavy rock stílusban a leghatásosabban az Argent „Ring of Hand”-je óta”. A New Musical Express kritikusa az album nagy epikus dalának nevezte, ami jó példa az együttes vokális teljesítményére. A Melody Maker kritikája hasonlóan kedvező volt, mindössze a dal túlzott hosszúságát nehezményezte: „Az A Night at the Operára May klasszikusa, a hihetetlenül atmoszferikus The Prophet’s Song miatt fogunk emlékezni, a vad menetelő ritmusával együtt. Az egyetlen dolog, ami nem teszik benne, a közepén lévő vokális átvezető. Túlságosan próbára teszi a türelmet: egy percen belül tökéletes lett volna…”. George Starostin visszatekintő kritikájában ezt írta a dal technikai megoldásairól: „A Rhapsody kivételével csak egyetlen hosszadalmas epikus maratont tartalmaz – ez a The Prophet’s Song, olyan harmóniaelrendezéssel, amely még megdöbbentőbb, mint a Bohemian Rhapsody. Kár, hogy rá kell jönnöd, hogy ennek a vokális hangzásnak minden lebilincselő vízesése órákig tartó, aprólékos stúdiómunka eredménye; ha ilyen effektusokat élőben tudnának reprodukálni, az példa nélküli szenzáció lenne a zenegyártás világában”. Az AllMusic írása a Bohemian Rhapsody mellett az együttes legnagyobb stúdióteljesítményének nevezte. A kritika kitért a dalszövegre is: „a shakespeare-i kifejező és nyers érzelmek kombinációja teszi a dalszöveget egyszerre erőteljessé és hallucinogénné”.

## Élőben
Bonyolultsága ellenére játszották a koncerteken, egészen az 1977-es News of the World Tourig, onnantól lekerült a lejátszási listáról. Élőben Mercury ugyanúgy előadta a többszörösen visszhangosított acapella énekét, és gyakran improvizációkkal toldotta meg. Az 1976-os Hyde Parkbeli ingyenes koncertjükön a visszhangot biztosító berendezés tönkrement, ezért Mercury saját maga énekelte a visszhangosítást is, és a „Death on Two Legs” sorait is beleszőtte az előadásba. Egyéb koncerteken gyakran a „White Man”-nel összefűzve adták elő.

## Közreműködők
- Ének: Freddie Mercury
- Háttérvokál: Queen

Hangszerek:
- Roger Taylor: Ludwig dobfelszerlés
- John Deacon: Fender Precision Bass
- Brian May: Red Special, játék koto, Gibson akusztikus gitár